# Amergin mac Eccit
Amergin mac Eccit è un personaggio che compare nel ciclo dell'Ulster della mitologia irlandese. 
Era un poeta e guerriero alla corte di re Conchobar mac Nessa. Figlio del fabbro Eccet Salach, dall'età di quattordici anni aveva smesso di parlare e di lavarsi. Un giorno Athirne, poeta-capo dell'Ulster, mandò un suo servo ad ordinare a Eccet la costruzione di un'ascia. Il servo rimase però sbalordito quando udì il figlio Amergin recitare un ottimo seppur criptico poema, e corse dal suo padrone per riferirgli l'accaduto. Athirne risolse di dover uccidere il ragazzo, per evitare di perdere la sua posizione, e fece affidamento proprio sulla nuova ascia che Eccet gli aveva forgiato. in realtà il fabbro gli sostituì l'arma con una perfetta copia fatta di argilla. Pensando di aver davvero assassinato il ragazzo il poeta-capo fuggì, ma venne assediato dagli Ulaid nella propria casa e costretto a "compensare" Eccet. Il compenso stabilito fu di adottare Amergin redivivo, insegnandogli tutte le arti poetiche, così che il giovane possa un giorno adeguatamente prendere il suo posto come capo dei poeti di corte. 
Amergin mac Eccit sposerà Findchóem, la sorella di Conchobar mac Nessa, generando l'eroe Conall Cernach.